# Onze-Lieve-Vrouw van Deinsbekekapel
De Onze-Lieve-Vrouw van Deinsbekekapel of Kapel Onze-Lieve-Vrouw van Deinsbeke is een kapel in de Belgische stad Zottegem. De huidige kapel werd gebouwd rond 1930, vlak bij de Dokter Goffaertskliniek. Al sinds 1717 stond er een kapel, toen een zekere Lucas De Naeyer(e) er een bedehuis liet optrekken op grond die werd geschonken door Jacobus van Wambeke. De kapel werd gebouwd in Heydensbeke juridictie van Beveghem, geseit Sotteghem buyten, nabij de plek waar volgens de legende een Mariabeeld op mysterieuze wijze in de Deinsbeek (Bettelhovebeek) zou zijn aangespoeld. Hierdoor groeide de plek uit tot een bedevaartsoord. Het Onze-Lieve-Vrouw van Deinsbekebeeld kwam in werkelijkheid uit de abdij van Affligem, waar in 1580 een groot Mariabeeld werd vernield tijdens de godsdiensttroebelen. Na 1603 werden er met de brokstukken twee grote beelden (één wordt nog altijd bewaard in Affligem) en verschillende kleinere beeldjes gemaakt, waaronder dat van Onze-Lieve-Vrouw van Deinsbeke, dat in Zottegem terechtkwam door de uit Zottegem afkomstige monnik Adrianus Stevens (die in 1643 als novice was ingetreden). In 1742 werd tijdens een pestepidemie een processie gehouden met het beeldje; die processie werd een jaarlijkse traditie . In 1743 vond de eerste geweldpleging van Jan de Lichte hier plaats, toen hij met een pistool op bedevaarders schoot. In 1749 werd een nieuwe kapel gebouwd; het beeldje van Onze-Lieve-Vrouw van Deinsbeke werd op 5 september 1751 in die nieuwe kapel geplaatst. In 1798 werd de bidplaats onder de Fransen afgebroken; het beeld van Onze-Lieve-Vrouw van Deinsbeke werd veilig ondergebracht bij de baron van Meerbeke en in 1802 naar de Onze-Lieve-Vrouw-Hemelvaartkerk gebracht. De huidige kapel uit 1929 (naar een ontwerp van architect Hilaire De Boom-Smet uit Sint-Niklaas) met drie traveeën is eenbeukig en in neobarokstijl gebouwd met een neoromaans koor. Het interieur heeft een bepleisterd tongewelf en een neobarok altaar. In 1937 werd een tuin aangelegd rond de bidplaats (met een muur waar de zeven smarten van Maria staan afgebeeld). De kapel is sinds 1976 als monument beschermd.

## Galerij

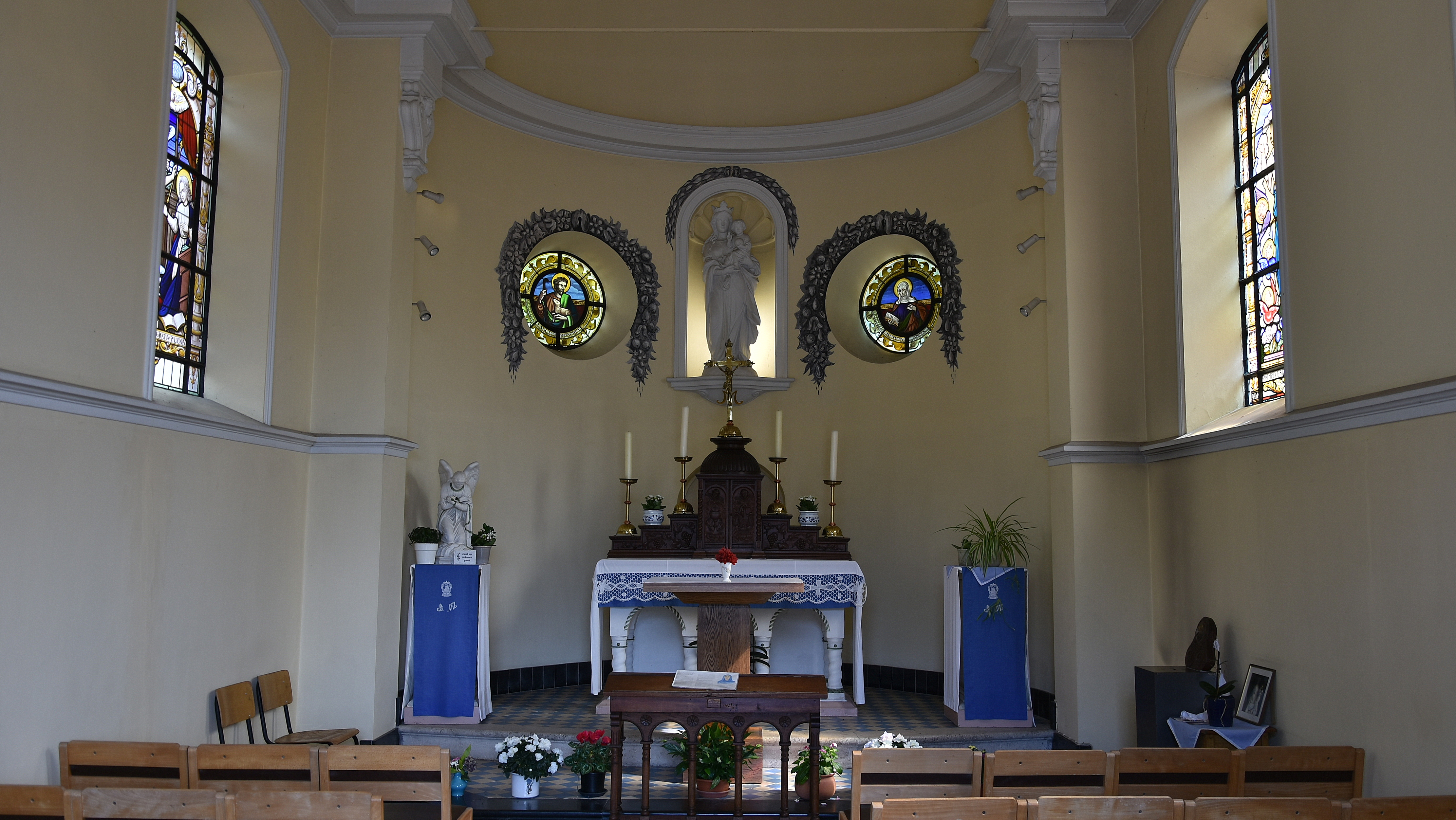
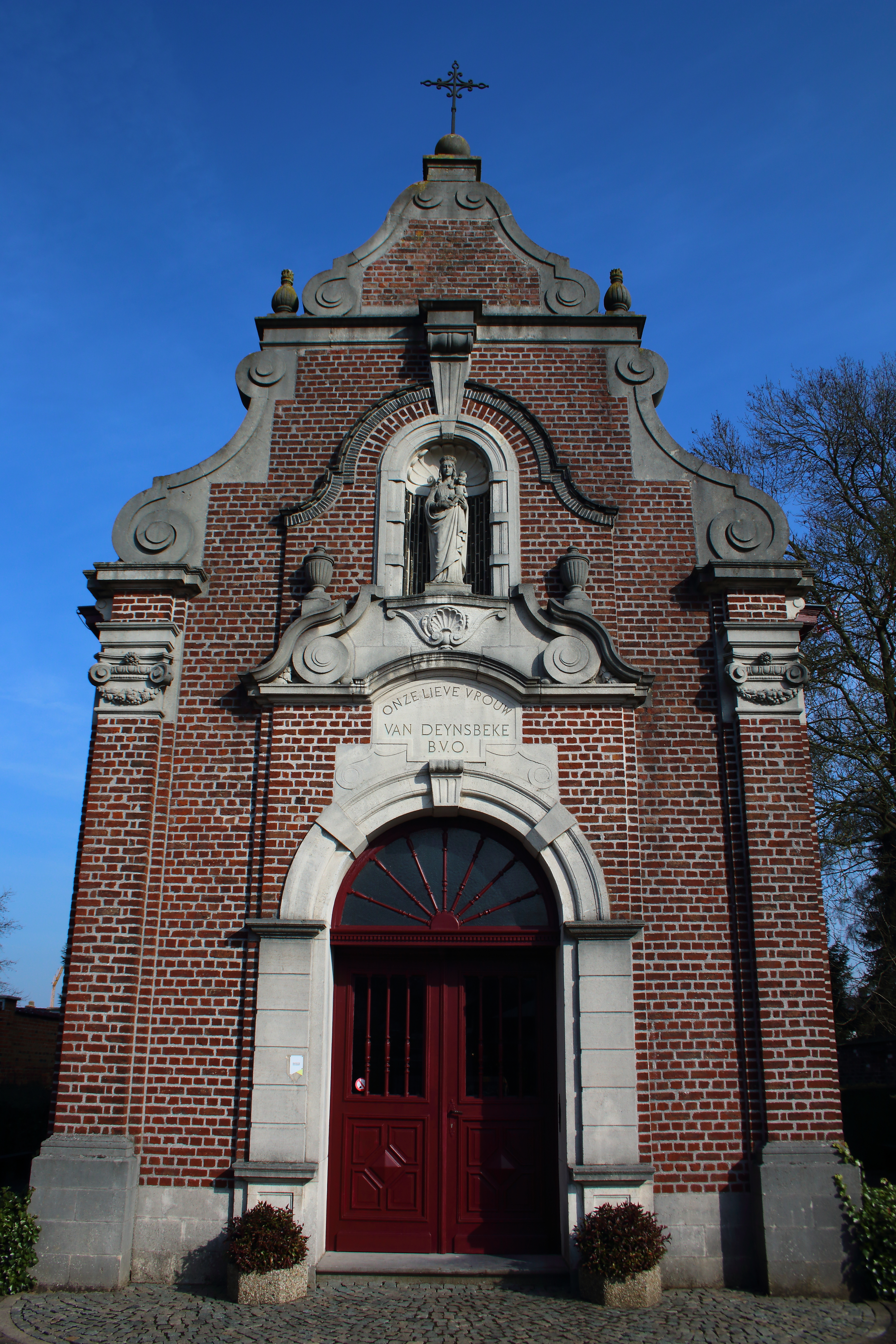
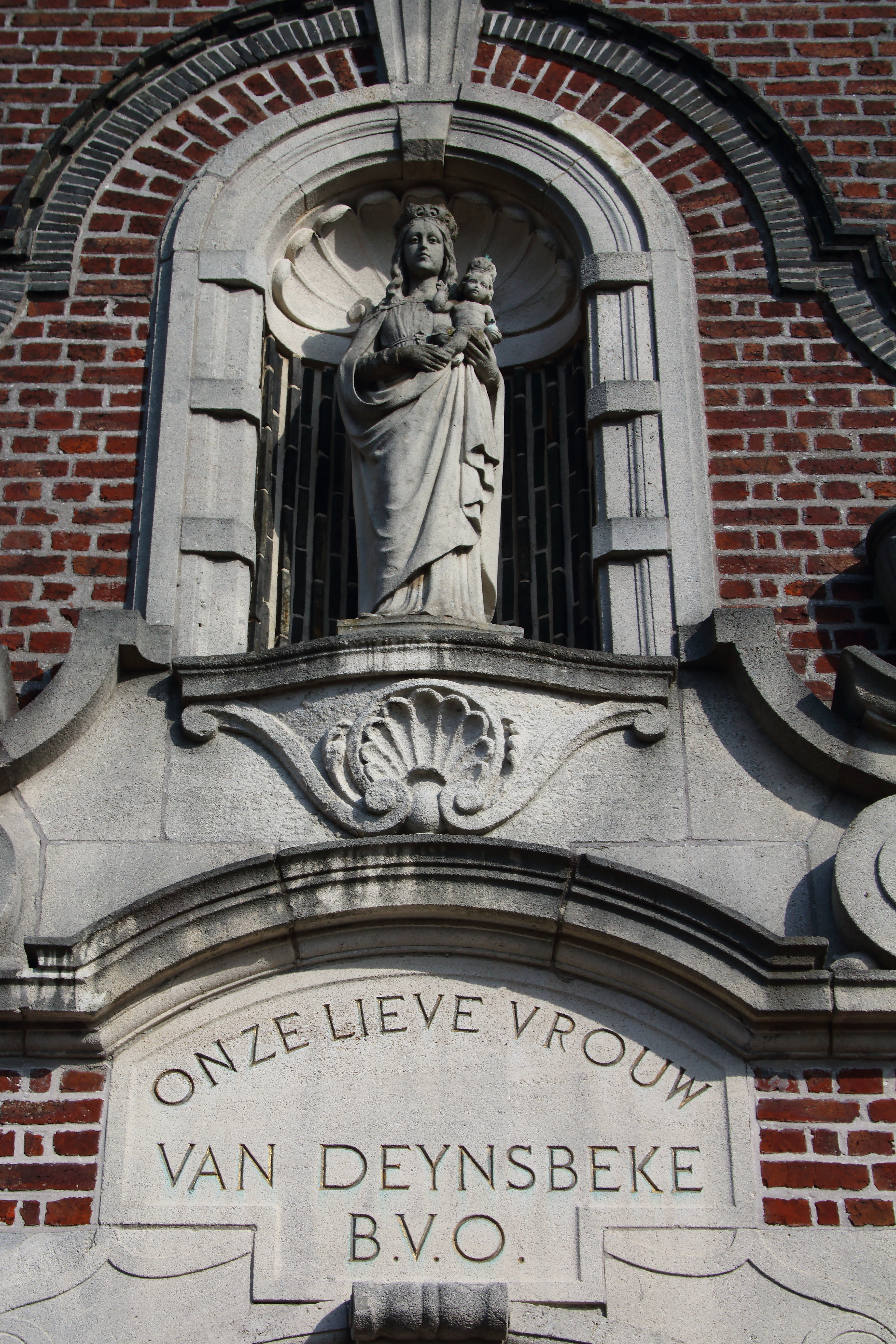
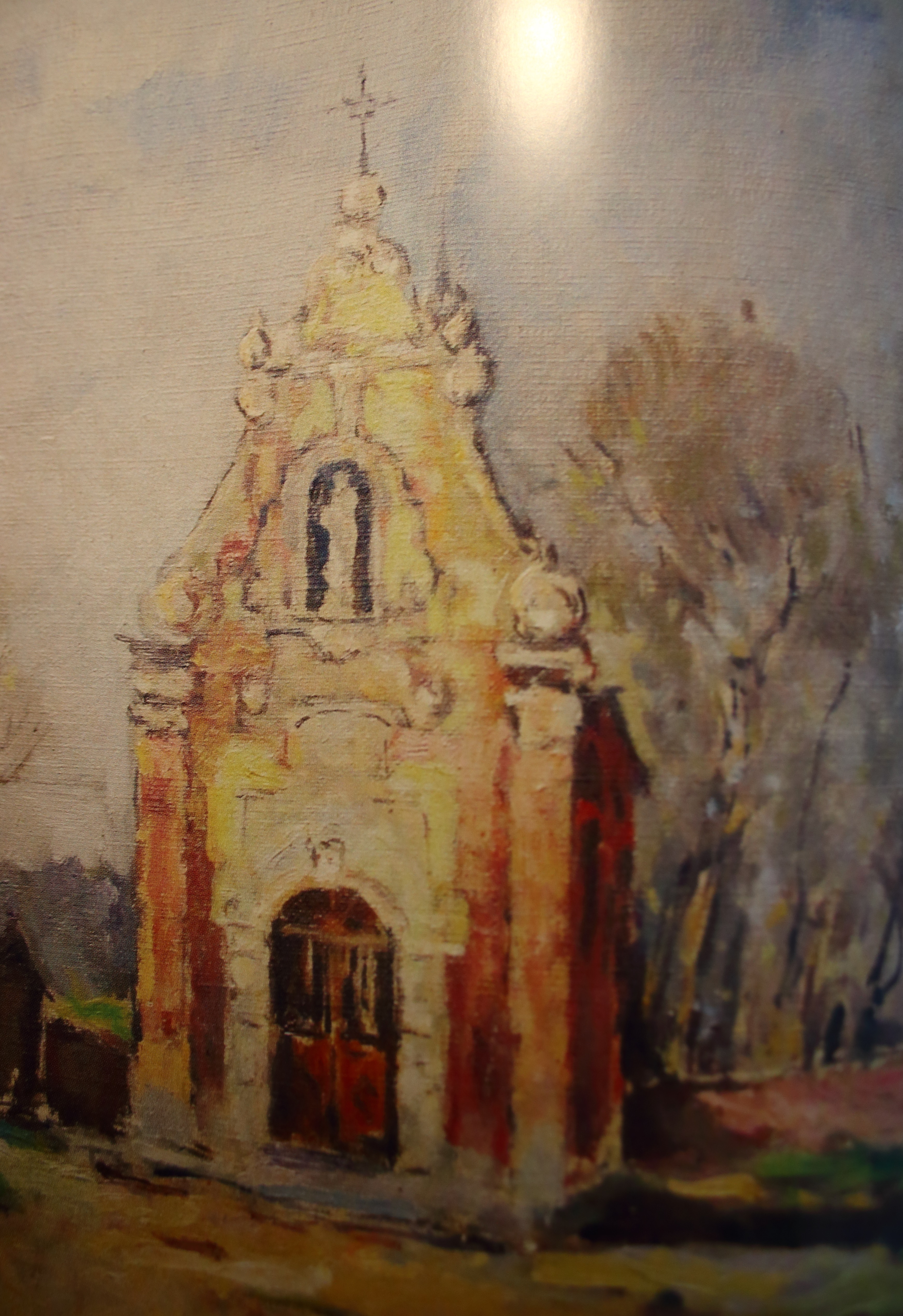
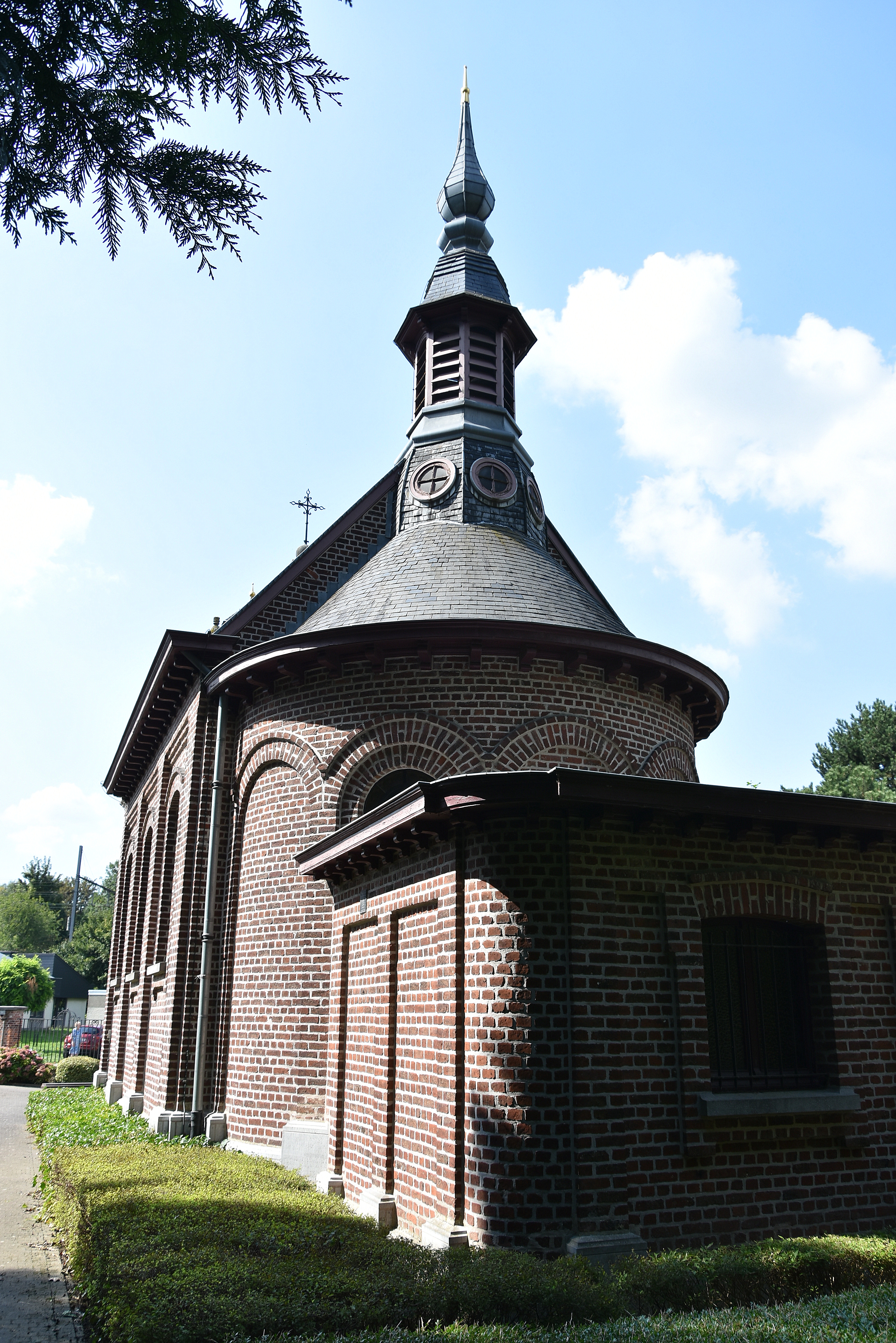
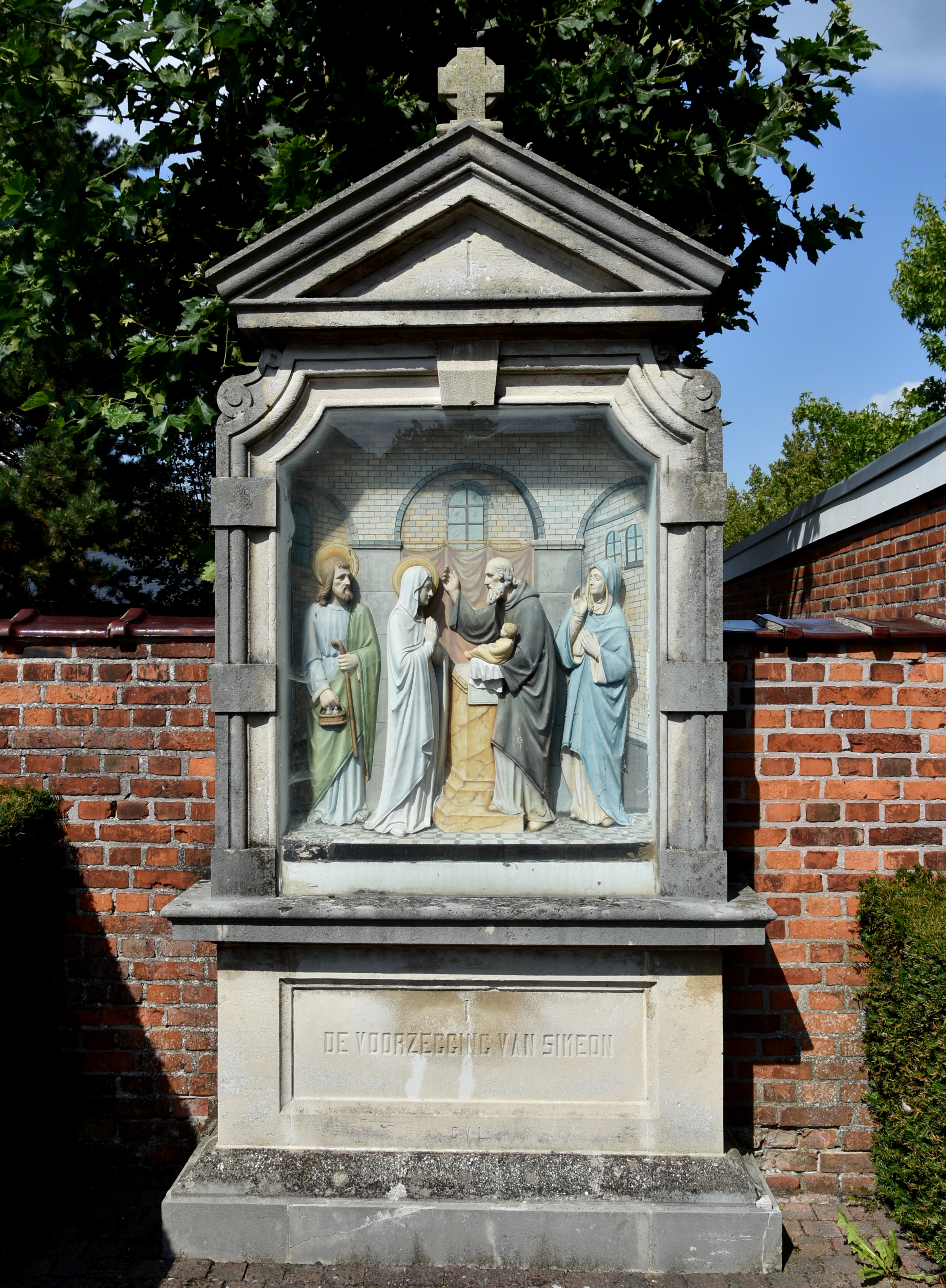
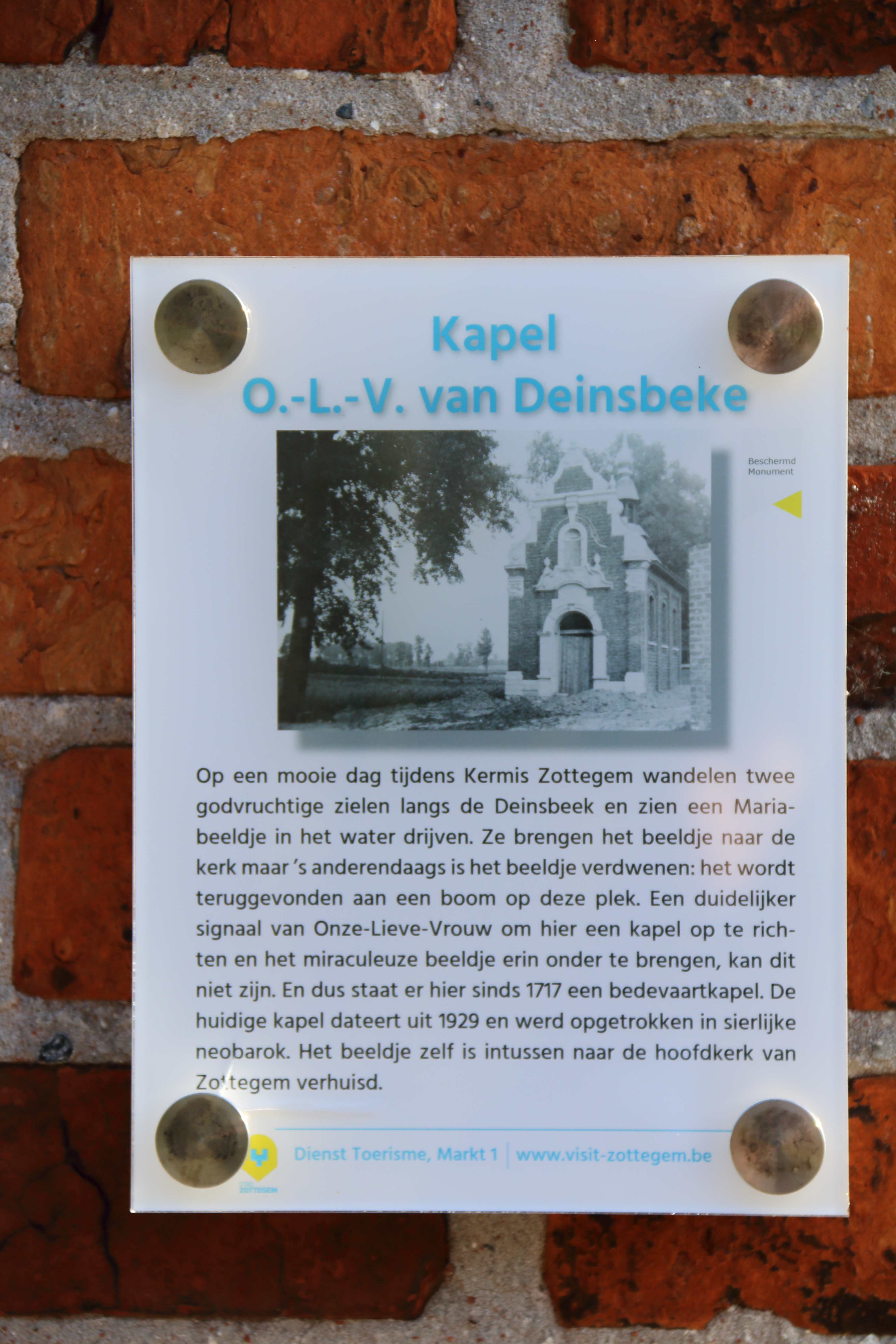